# Oka Kiyoshi

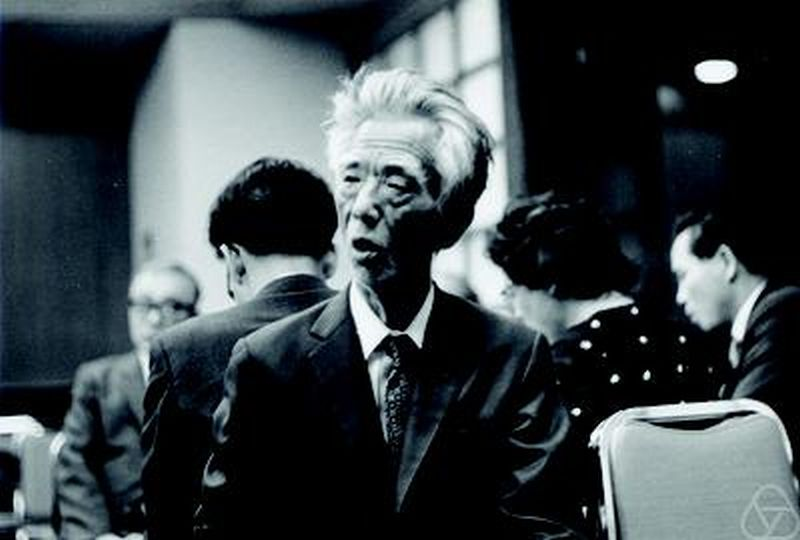
Oka in Kyoto 1973

Oka Kiyoshi (japanisch 岡 潔; * 19. April 1901 in Osaka, Japan; † 1. März 1978 in Nara, Japan) war ein japanischer Mathematiker, der grundlegende Beiträge zur Theorie der Funktionen mehrerer komplexer Variabler leistete.

## Leben und Werk
Oka studierte ab 1922 an der Kaiserlichen Universität Kyōto Physik, wechselte aber im Jahr darauf zur Mathematik und machte seinen Abschluss 1925. 1929 wurde er dort Assistenzprofessor und ging im selben Jahr nach Paris an die Sorbonne, wo er sich unter dem Einfluss von Gaston Maurice Julia (und später der 1934 erschienenen Monographie von Heinrich Behnke und Thullen) für die Theorie mehrerer komplexer Variabler zu interessieren begann. Bei seiner Rückkehr nach Japan 1932 wurde er Assistenzprofessor an der Universität Hiroshima. 1938 studierte er für sich in Kimitoge in der Präfektur Wakayama und reichte 1940 seine Doktorarbeit an der Universität Kyōto ein. Nach kurzer Zeit als Forschungsassistent an der Universität Hokkaidō widmete er sich wieder sieben Jahre lang mit Unterstützung eines Stipendiums, das er auf Einfluss von Takagi erhielt, eigenen Forschungen. 1949 wurde er Professor an der Frauenuniversität Nara, was er bis 1964 blieb. 1969–1978 war er Professor an der Kyōto Sangyō Daigaku.
In mehreren Arbeiten ab Mitte der 1930er Jahre löste Oka eine Reihe von wichtigen Problemen der Analysis mehrerer komplexer Variabler (Cousin Probleme, Levi-Problem). Seine Arbeiten waren originell und damals schwierig zu verstehen, wurden aber von Henri Cartan und seiner Schule im Rahmen der Garbentheorie aufgegriffen.
Speziell beim Levi-Problem geht es um die eindeutige Charakterisierung von Holomorphiegebieten von Funktionen mehrerer komplexer Veränderlicher. Oka zeigte 1942 für den {\displaystyle C^{2}}, dass ein Gebiet G genau dann ein Holomorphiegebiet ist, wenn jeder seiner Randpunkte g pseudokonvex ist. Pseudokonvex bedeutet, dass zu jeder Umgebung U von g alle zusammenhängenden Komponenten von {\displaystyle U\cap G} wieder Holomorphiegebiete sind. 1953 zeigte er, dass sich Holomorphiegebiete auch für allgemeine {\displaystyle C^{n}} so charakterisieren lassen.
Oka war für seine wissenschaftlichen Arbeiten in Japan hoch angesehen und erhielt mehrere Preise, u. a. 1953 den Asahi-Preis, 1960 den Kulturorden, 1963 den Mainichi-Kulturpreis.